# Ferrocarril en Valladolid

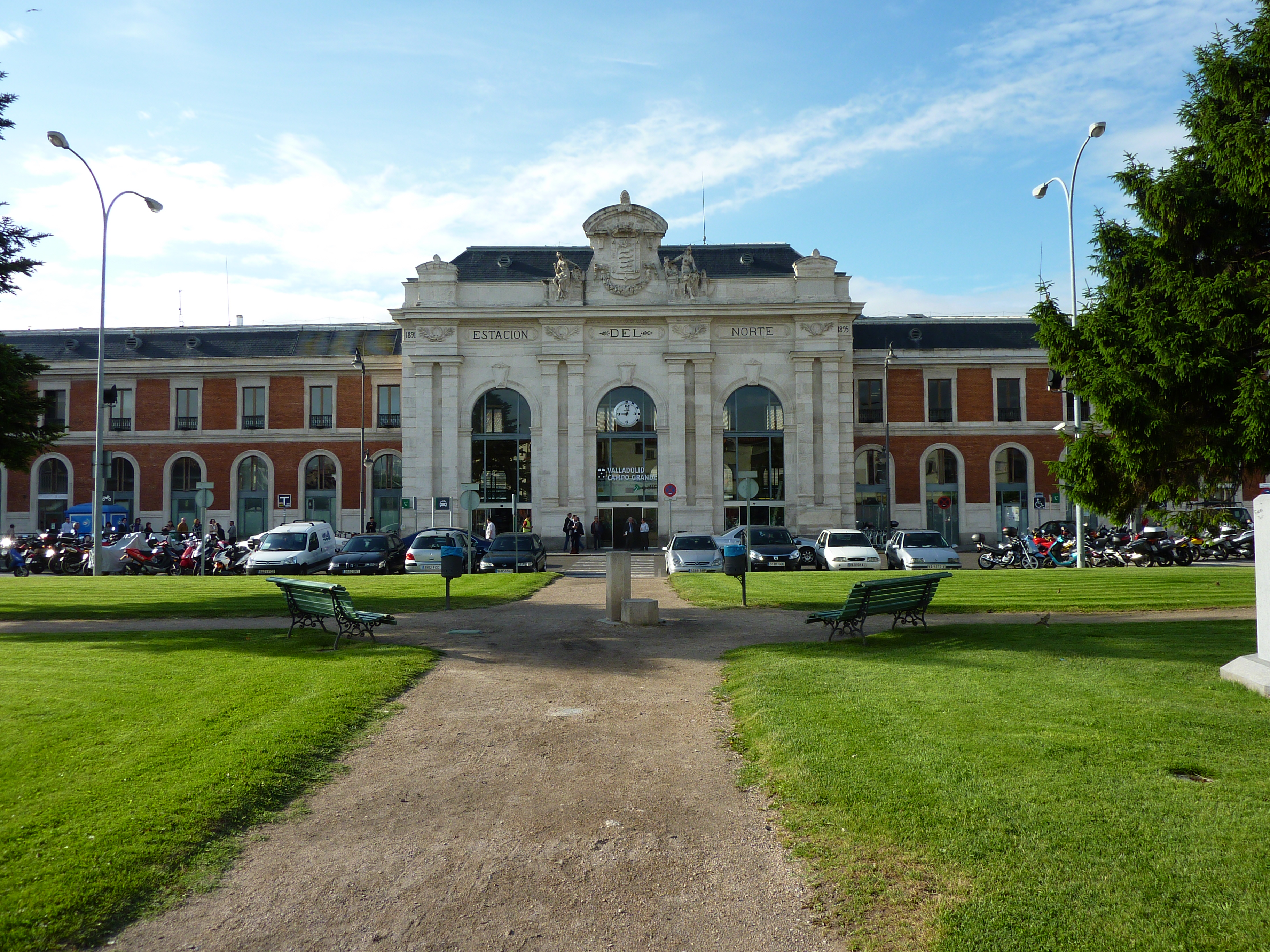
Estación de tren Valladolid-Campo Grande en la actualidad.

La ciudad de Valladolid está conectada por ferrocarril convencional y de alta velocidad a través de la Estación de Valladolid-Campo Grande. También hay una parada llamada apeadero de la Universidad. Antiguamente, entre 1895 y 1985 estuvo activa la Estación de La Esperanza (también conocida como estación de Ariza).

## Historia

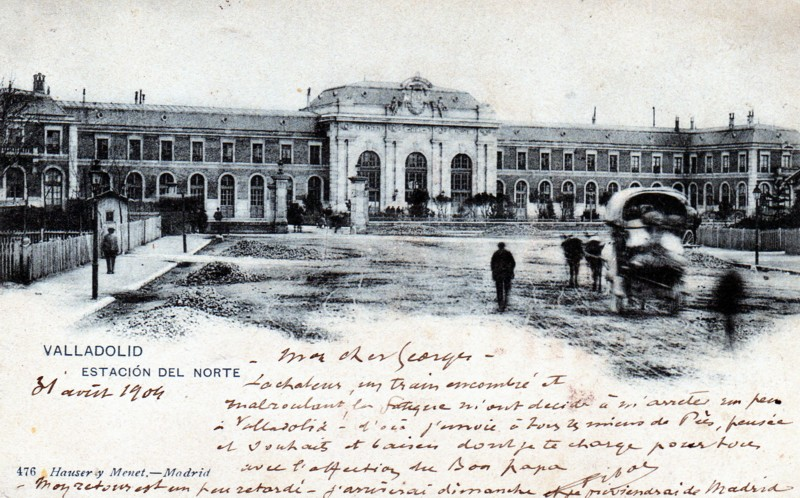
Estampa de la Estación del Norte en 1904

### Llegada del ferrocarril a Valladolid. La línea Madrid-Irún
La llegada del ferrocarril a Valladolid supuso un gran impulso económico para la ciudad y puso fin a un periodo de decadencia que se remontaba a principios del siglo XVII cuando el Duque de Lerma trasladó definitivamente la capital del Imperio español en el año 1606.

#### Adjudicación y subasta
En 1850 el Ayuntamiento de Valladolid suscribió cien acciones para la construcción del tendido ferroviario Alar del Rey-Santander. Este trayecto formó parte de las primeras y posibles líneas autorizadas entre 1844 y 1846, sin estudios previos, ni cálculos de viabilidad y rentabilidad.
Entre los promotores de este trayecto se encontraba Mariano Miguel de Reynoso, antes de ocupar el puesto de Ministro de Estado. También intervinieron otros miembros de la Corporación municipal, como Barrasa, que fue el accionista y principal promotor de esta línea, cuyo patrimonio incrementó con fincas desamortizadas en la comarca vallisoletana de Tierra de Pinares.
El miércoles 7 de julio de 1852, a las ocho de la noche se runieron en el Consistorio vallisoletano, junto con Calixto Fernández de la Torre, alcalde-corregidor de Valladolid, los señores Queipo de Llano, Dulce, León, Mendigutía, Moyano, Barrasa, Olmo, García, Arroyo, Rábago y Santibáñez, expresándose el primero:

«Que había convocado a esta sesión extraordinaria con el fin de enterar al Ayuntamiento de una carta del excelentísimo señor don Mariano Miguel de Reynoso, ministro de Fomento del Reino, la cual contenía una noticia importante para toda la Provincia pero muy especialmente para esta Ciudad. Seguidamente, Su Señoría leyó la carta indicada en que Su Excelencia tenía a bien participar que la bondad de S. M. la Reina Nuestra Señora Doña Isabel 2ª se había dignado decretar la construcción de la línea de Madrid a Irún, pasando por esta Ciudad, Palencia, Burgos, etc. Manifestando también que la cuestión era la de si había de traer dicha línea la dirección de Ávila o la de Segovia. Indicando el gran tino y justicia con que el Gobierno de S. M. había tratado este negocio, y en especial el del señor Presidente del Consejo de Ministros al pesarle y medirle con el acierto que a su elevado talento estaba reservado. La Corporación (...) se enteró a la vez del Real Decreto, fecha 4 del actual, inserto en la Gaceta de Madrid del día de ayer, por el cual se hace la adjudicación definitiva de dicha línea de ferrocarril a don José Salamanca, bajo el concepto de que ha de darse concluida la vía desde Madrid al Ebro en tres años y en cuatro a Irún, contados desde el día en que sean aprobados los planos »

Ante esta notificación, el Ayuntamiento acordó anunciar la noticia a todos los ciudadanos con repique de campanas, cohetes, iluminación en toda la ciudad y músicas en la Casa Consistorial. Se celebraron exposiciones en reconocimiento de Isabel II y a su Gobierno, en especial al presidente del Consejo de Ministros, Juan Bravo Murillo. El Ayuntamiento acordó cambiar el nombre de la calle Corredera de San Pablo (actual Calla de las Angustias) por el de Calle de Reynoso, por ser esta donde tuvo su domicilio particular.
En los años sucesivos, la medida más relevante fue la promulgación el 3 de junio de 1855 de la Ley general de ferrocarriles. Esta norma regulaba la construcción de las grandes líneas y establecía como cometido público estatal otorgar la construcción y explotación de a las empresas concesionarias, estando entre ellas la de Madrid a Irún, pasando por Valladolid: para dotar cuantos antes de líneas férreas aquellas zonas que estaban reclamando con urgencia las necesidades de la industria, la agricultura y del comercio. De esta forma, el Gobierno autorizó la subasta el 14 de noviembre de 1855. 
En el curso de una reunión extraordinaria, celebrada el 9 de febrero de 1856, los asistentes son informados de un Oficio de la Diputación Provincial, según el cual:

próximo el día de la subasta de la 2ª sección de dicha línea, considera necesario se hallen en la Corte los señores diputados que han de representar a esta Provincia y a Burgos y se asocien los conocimientos facultativos del expresado don José Fernández Sierra, representante de la capital

El 20 de febrero de 1856 tuvo lugar el remate de la subasta que incluía en su trazado a Valladolid. El remate fue adjudicado a la firma Crédito Mobiliario Francés considerada como el mejor postor por la Real orden del 23 de febrero. Rápidamente la noticia donde se prepararon las celebraciones para celebrar el acontecimiento.

#### Construcción y llegada

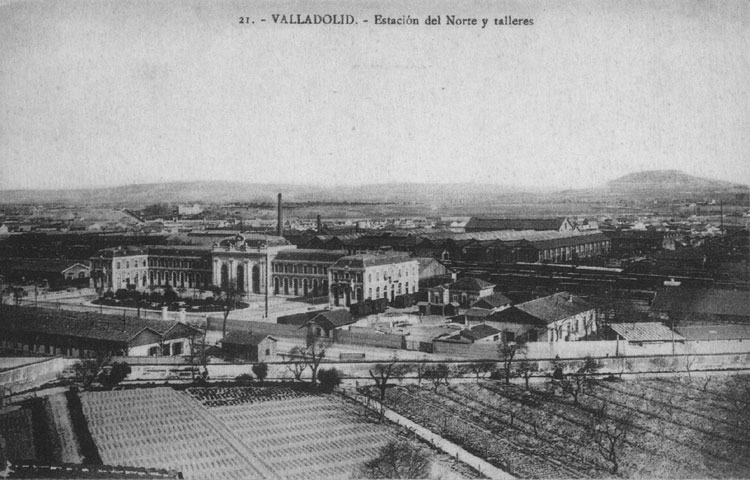
La Estación del Norte, a finales del o principios del

Tras la adjudicación del ferrocarril llegó una carta particular remitida desde Madrid por el alcalde 3º, José Fernández Sierra, en la que se avisaba que la inauguración de las obras tendría efecto el 19 de marzo y que contaría con la presencia del presidente del Consejo de Ministros, el General Espartero, Duque de la Victoria.
Para este acto el Ayuntamiento organizaría:

«una demostración que perpetuara en esta Capital el nombre del Bizarro Militar, que tantos días de gloria y de ventura ha dado a nuestra Patria por medio de un acto sencillo pero expresivo aceptable a la modestia y virtudes de que caracterizan a tan ilustre personaje. AL efecto, proponía que la Calle de Olleros, se la pusiera la denominación de Calle del Duque de la Victoria».

Ante la llegada de Espartero, el comandante de la Milicia Nacional, Baldomero Goicoechea, tuvo el honor de hospedar al Duque. Juan Fernández Rico alojó al director general de Obras Públicas y el ministro de Fomento, sucesor de Reynoso, Francisco de Luxán, fue acogido en la mansión de Millán Alonso.
El 26 de abril de 1856 Espartero, en nombre de la reina, colocó la primera piedra de las obras del ferrocarril:

«Consta estando en Valladolid, hoy 26 de abril de 1856, a las cuatro y media de la tarde, en el sitio titulado Puente Encarnado extramuros de la Ciudad, se presentó el Excelentísimo señor General Baldomero Espartero, Duque de la Victoria (...) para inaugurar las obras de la segunda sección del Ferro.carril de Madrid a Irún, denominado del Norte, en la parte de Madrid al Ebro y que termina en la ciudad de Burgos, decretado por las Cortes y sancionado por S. M. en la ley de 14 de noviembre de 1855.»

Las obras se prolongaron durante más de ocho años, no estando finalizadas hasta 1864. Poco después de la colocación de la primera piedra se sucedieron importantes revueltas debidos a la subida de los precios del pan; se incendiaron varias casas, prolongándose los disturbios durante varios días. El 27 de noviembre, al menos tres personas fueron sentenciadas a muerte a causa de estos hechos.
Estos acontecimientos retrasaron el inicio de la construcción de la línea férrea, anunciándose su comienzo para cuando finalice la recolección en los campos castellanos. 
En agosto se conoció el coste total de la obra; este será de cinco millones de pesetas por legua de las 43 leguas separan Madrid y Valladolid.
Finalmente las obras se iniciaron el 9 de diciembre, empezando en la zona de Arcas Reales. Para esa fecha, ya se habían explanado más de sesenta kilómetros en las cercanías de Arévalo y anunciándose la llegada de las primeras locomotoras.

## Ferrocarril convencional
- Líneas de tren convencional tiene hacia Madrid, Ávila, Medina del Campo, Soria, Venta de Baños, Palencia, Burgos y León (las más cercanas).

## Alta velocidad

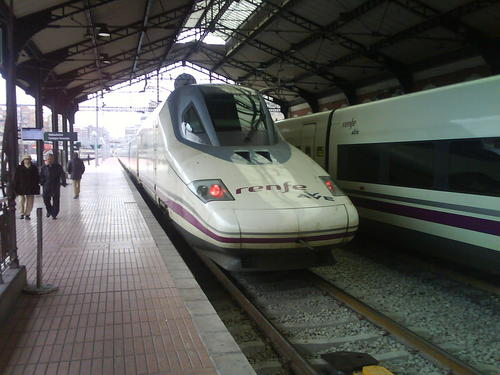
Ave S-102 Estacionado en Campo Grande.

Desde el 23 de diciembre de 2007 la estación de Valladolid-Campo Grande tiene el servicio AVE y esta línea une esta estación con Madrid-Chamartín. Esta línea es utilizada por trenes Talgo de la Serie 102 de Renfe, apodados pato (Un tipo de tren AVE), que hacen el recorrido en 56 minutos a una velocidad máxima de 300 km/h.
En la actualidad (mayo de 2010) hay dos trenes de AVE en cada sentido diariamente y ocho trenes Alvia en cada sentido de lunes a viernes laborables y seis los fines de semana y festivos, así como con cuatro servicios de Renfe Avant (también llamados Aves lanzadera) de lunes a domingo, aunque los viernes hay uno más. 

### Curiosidades del tren de alta velocidad
- Los servicios lanzadera y los Alvias son los únicos que paran en la Estación de Segovia-Guiomar. Los "patos" son también llamados en esta línea "Aves directos" porque son los que hacen su recorrido directamente.
- Han construido un nuevo túnel en el pinar de Antequera.

### Líneas de alta velocidad que pasan por Valladolid
- Madrid-Segovia-Valladolid
- Valladolid-Palencia-León
- En el futuro Valladolid-Burgos-Vitoria

## Esquema ferroviario actual
La construcción de las líneas de alta velocidad desde Madrid y hacia Venta de Baños en ancho internacional, pero manteniendo el tráfico convencional en ancho ibérico, junto al by-pass para mercancías han configurado un esquema ferroviario relativamente complejo en a ciudad. La línea de ancho internacional es la que empieza en la izquierda y acaba a la derecha, y se representa recta. Las demás son líneas de ancho ibérico. Para detalles sobre cada símbolo, véase la leyenda.